# بيدرو بينيتيز (لاعب كرة قدم)
بيدرو بينيتيز (بالإسبانية: Pedro Benítez)‏ هو لاعب كرة قدم ومدرب كرة قدم باراغواياني في مركز قلب الدفاع، ولد في 23 مارس 1981 في سان لورينزو في باراغواي. شارك مع منتخب باراغواي تحت 20 سنة لكرة القدم ومنتخب باراغواي الأولمبي لكرة القدم ومنتخب باراغواي لكرة القدم. أما مع النوادي، فقد لعب مع أتلتيكو مينيرو وأوليمبيا أسونسيون وتايجرز أونال وسبورتيفو لوكوينو وسيرو بورتينيو وشاختار دونيتسك ونادي ليبرتاد.

## وصلات خارجية
- بيدرو بينيتيز على موقع الاتحاد الدولي (مؤرشف)  (الإنجليزية)
- بيدرو بينيتيز على موقع الاتحاد الأوربي (الإنجليزية)
- بيدرو بينيتيز على موقع اتحاد أوكرانيا (الإنجليزية)
- بيدرو بينيتيز على موقع قاعدة بيانات كرة القدم.إي يو (الإنجليزية)
- بيدرو بينيتيز على موقع ناشيونال فوتبول تيمز (الإنجليزية)
- بيدرو بينيتيز على موقع Soccerway.com (الإنجليزية)
- بيدرو بينيتيز على موقع عالم كرة القدم.نت (الإنجليزية)
- بيدرو بينيتيز على موقع أوليمبيديا (الإنجليزية)
- بيدرو بينيتيز على موقع AS.com (الإسبانية)